# Polittico di Arcevia
Il Polittico di Arcevia è un dipinto a tempera su tavola (393x315 cm) di Luca Signorelli, firmata e datata 1507 e conservato nella collegiata di San Medardo di Arcevia (AN).

## Storia
L'opera è la prima, nonché la più grandiosa, che l'artista eseguì nel paese di Rocca Contrada, odierna Arcevia presso Ancona. Signorelli vi si recò nella fase tarda della sua carriera, di ritorno da un soggiorno a Roma in cui aveva lavorato per Giulio II Della Rovere. La commissione del polittico è pure legata ai Della Rovere, nella persona del vescovo di Senigallia e Roccastrada Marco Vigerio I Della Rovere, col concorso economico del Comune di Rocca Contrada: i loro due stemmi si vedono alla base dei pilastrini.

## Descrizione e stile
L'opera è una delle più significative della produzione tarda di Signorelli, che illustra anche a perfezione i limiti e la regressione in atto in questa fase dello sviluppo artistico del pittore.
Il polittico è a due ordini, composto da dieci pannelli principali, cinque scomparti di predella e pilastrini con santi, su una cornice lignea preesistente, intagliata in forme gotiche e dorata da un certo Corrado Teutonico, autore anche del coro della chiesa. Si tratta di un tipico polittico d'area adriatica, complesso e macchinoso, in cui Signorelli inserì le sue figure monumentali e "protomanieristiche" su sfondi neutri. Le condizioni conservative sono ottimali, sia nella superficie pittorica che nella macchina lignea. 
L'artista, con ampio aiuto della bottega (tra cui il dotato Girolamo Genga), dipinse una Madonna col Bambino e un Eterno benedicente tra santi a tutta figura, su sfondi neutri azzurrini e senza adattamenti prospettivi tra primo e secondo livello: ciascuna figura è dipinta isolatamente e completamente indipendente. I santi sono, da sinistra a destra, dall'alto in basso: Paolo, Giovanni Battista, Pietro, Giacomo Maggiore, Sebastiano, Medardo, Andrea e Rocco. 
La predella mostra, tra gli stemmi dei committenti, l'Annunciazione, la Natività, l'Adorazione del Bambino, la Fuga in Egitto e la Strage degli innocenti. I pilastrini mostrano numerosi santi a mezzo busto. Si tratta di un evidente esempio del gusto ritardatario e arcaizzante che, a  Cinquecento già avviato, dominava ancora vaste aree della provincia italiana. Sotto il piede della Vergine si trova la firma LUCAS. SIGNORELLUS / PINGEBAT M. D. VIII.
Signorelli accettò la commissione di buon grado, disponendo nelle varie figure tutto il suo apparato di citazioni e suggestioni varie. L'Eterno benedicente ad esempio rimanda a esempi fiamminghi, San Sebastiano a un'idea di Leonardo trascritta da Vincenzo Civecchio, San Rocco ricorda Carlo Crivelli, mentre nella predella la Fuga in Egitto è tratta da un'incisione di Dürer e l'Annunciazione e l'Adorazione dei pastori riecheggiano alcuni episodi analoghi dipinti da Raffaello nel 1504 per la chiesa di San Francesco al Prato a Perugia. Evidente è il senso scultoreo delle figure, che si stagliano "come su una vetrata".